# Eric Horvitz

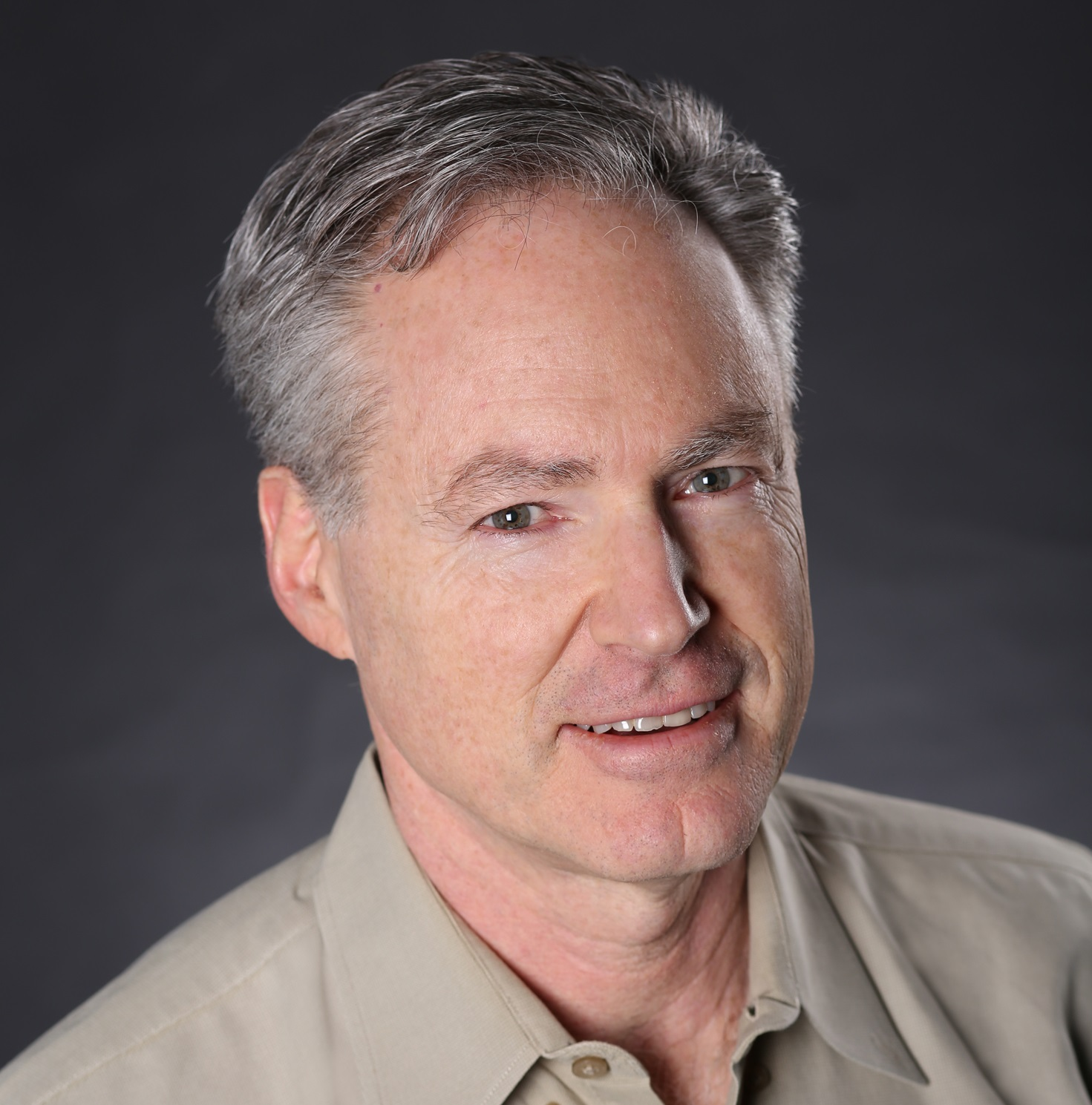
Eric Horvitz

Eric Joel Horvitz (* 1958) ist ein US-amerikanischer Informatiker.
Horvitz studierte an der Stanford University, an der er 1990 bei Ronald A. Howard promoviert wurde (Computation and action under bounded resources). Er hat auch einen Doktor in Medizin (M.D.), ebenfalls aus Stanford. Er ist Technical Fellow von Microsoft und Direktor des Microsoft Research Lab in Redmond.
Horvitz befasst sich mit Künstlicher Intelligenz (KI, AI), wo er Methoden der Stochastik und Entscheidungstheorie anwandte (zum Beispiel in der Übertragung des Prinzips der Begrenzten Rationalität durch Einführung des Konzepts der bounded optimality) und deren Anwendbarkeit in anderen Bereichen der Informatik beförderte. Insbesondere arbeitete er auf den Gebieten Maschinenlernen, Information Retrieval, Mensch-Computer-Wechselwirkung (und optimale Ergänzung menschlicher und Computer-Intelligenz), Bioinformatik und E-Commerce. Von ihm gingen auch Initiativen für eine Studie der Zukunft der KI aus (One Hundred Year Study on Artificial Intelligence, Stanford University 2014) und die Gründung der Partnership on AI unter Beteiligung großer High-Tech-Firmen. Mit Kollegen aus dem AI-Bereich identifizierte er 1996 wichtige Probleme der KI auf der nationalen KI-Konferenz der AAAI. In erster Linie verfolgt er aber den Ausbau von KI als zentraler Disziplin bei Microsoft Research (einschließlich sozialen Aspekten von KI) und in den Produkten der Firma.
2015 erhielt er den ACM-AAAI Allen Newell Award und er erhielt den AAAI Feigenbaum Prize. Er ist Fellow der Association for Computing Machinery und der Association for the Advancement of Artificial Intelligence (AAAI) (deren Präsident er war), Mitglied der National Academy of Engineering, der American Academy of Arts and Sciences, der American Philosophical Society und Fellow der American Association for the Advancement of Science. Er ist gewähltes Mitglied der CHI Academy der ACM SIGCHI (Special Interest Group Computer-Human Interaction).

## Schriften (Auswahl)
- Reasoning about beliefs and actions under computational resource constraints, Proceedings of the Third Conference on Uncertainty in Artificial Intelligence (UAI 1987), 1987, Arxiv
- Reasoning under varying and uncertain resource constraints, Proceedings of AAAI 1988, S. 111–116
- mit G. F. Cooper, D. Heckerman: Reflection and action under scarce resources: Theoretical principles and empirical study, Proceedings of the IJCAI, 1989, S. 1121–1127
- mit John S. Breese, Max Henrion: Decision theory in expert systems and artificial intelligence, International Journal of Approximate Reasoning, Band 2, 1998, S. 247–302
- mit M. Shami, S. Dumais, D. Heckerman: A Bayesian approach to filtering junk e-mail, Learning for Text Categorization: Papers from the 1998 workshop, Band 62, 1998, S. 98–105[4]
- mit J. Breese, D. Heckerman, D. Hovel, K. Rommelse: The Lumiere project: Bayesian user modeling for inferring the goals and needs of software users, Proceedings of the Fourteenth conference on Uncertainty in Artificial Intelligence, 1998
- Principles of Mixed-Initiative User Interfaces, Proceedings of SIGCHI Conference on Human Factors in Computing Systems, 1999, S. 159–166
- mit K. Hinckley, J. Pierce, M. Sinclair: Sensing techniques for mobile interaction, Proceedings of the 13th annual ACM symposium on User interface software and technology, 2000
- Principles and Applications of Continual Computation, Artificial Intelligence Journal, Band 126, 2001, S. 159–196
- mit J. Teevan, S. T. Dumais: Personalizing search via automated analysis of interests and activities, Proceedings of the 28th annual international ACM SIGIR conference on Research and development in Information Retrieval, 2005
- Artificial Intelligence in the Open World, AAAI Presidential Lecture, Chicago, 2008[5]
- mit E. Kamar: Combining Human and Machine Intelligence in Large-scale Crowdsourcing, International Conference on Antonomous Agents and Multiagent Systems, AAMAS 2012, Valencia
- Harnessing Human Intellect for Computing, Computing Research News, Band 25, 2013